# L'evento (singolo)
L'evento è un singolo del cantautore italiano Biagio Antonacci, pubblicato il 14 dicembre 2012 come quarto estratto dal dodicesimo album in studio Sapessi dire no.